# Soundwave (personaggio)
Soundwave è un personaggio immaginario dell'universo Transformers. Nelle storie viene descritto come il più fedele luogotenente di Megatron, il leader dei Decepticon, e per certi versi l'unico suo vero amico. In Transformers: Cybertron ha un fratello di nome Sideways.

## Animazione

### Transformers Generation 1

#### Transformers (serie animata) (1984-1987)
La sua forma alternativa su Cybertron è un lampione, sulla Terra invece prende le sembianze di un walkman/radiolina di color azzurro mare; la sua caratteristica più nota sono le sue cassette, cioè piccoli Decepticon che lo aiutano nei compiti più diversi e i cui travestimenti sono proprio musicassette; due di essi, Rumble e Frenzy, sono antropomorfi, altri invece hanno forme di animali, Ravage è una iena, Laserbeak e Buzzsaw sono uccelli rapaci, Ratbat è un pipistrello, Overkill e Slugfest due dinosauri. Nella versione italiana del cartoon è stato chiamato Memor, ma ha ripreso il suo nome nel nuovo doppiaggio fedele all'originale (come quasi tutti i personaggi).
Come specialista in comunicazioni, il suo avversario diretto è l'Autobot Blaster (Radiorobot), che si trasforma in uno stereo portatile. Altra caratteristica che lo ha reso famoso è la sua voce, monotona e metallica, priva di emozioni: la sua voce originale era di Frank Welker, doppiatore anche di Megatron e della maggior parte delle cassette (anche gli animali, di cui imitava i versi), e l'effetto veniva ottenuto tramite un distorsore dai tecnici dello studio di registrazione.
Durante l'uscita della sottocollezione Headmasters, il modello di Soundwave venne ridipinto di nero ed il nome fu cambiato in SoundBlaster; nelle serie animata la cosa venne spiegata con la morte apparente e successiva ricostruzione di Soundwave e Blaster; nella versione italiana è chiamato Vizar.
A causa di incongruenze nelle varie versioni fumettistiche e cartonate di Frenzy e Rumble, è cominciato negli anni '90 un dibattito senza fine su chi dei due sia rosso e chi azzurro; poiché sono stati gli anglofoni a dare inizio al tutto, hanno coniato due semplici espressioni per esprimere la propria posizione in materia: F.I.R.R.I.B. e F.I.B.R.I.R., questi due acronimi sono l'abbreviazione rispettivamente di "Frenzy is red, Rumble is blue" e "Frenzy is blue, Rumble is red".

### Beast Era
Dopo Generation 1, il nome Soundwave scompare dagli scaffali per vari anni, prima di ricomparire nella linea Machine Wars (poi cancellata) e nella sottocollezione Mutanti all'interno della linea Beast Wars intorno al 1998/1999. Nessuno dei due giocattoli ha particolare successo. Nel 2005 la ditta Takara-Tomy (partner giapponese della Hasbro-Kenner e creatrice dei primi originali Transformers) lancia la collezione Galaxy Force con la relativa serie animata, e produce un modello di Soundblaster; la Hasbro-Kenner lo importa con il nome Soundwave; abbandonata da molto tempo l'idea dei robot capaci di comprimere la loro massa per diventare piccoli oggetti (Megatron, Soundwave, Blaster, Perceptor), la nuova forma è un bombardiere B2 stealth ma, nel petto c'è ancora spazio per Laserbeak.
L'ultima apparizione di Soundwave è nella collezione e cartone animato Transformers Animated, dove è un robot musicale creato per la piccola Sari dal padre su suggerimento di Megatron, ma nella puntata fa dei continui upgrade fino a raggiungere la taglia di un'auto per famiglie di colore blu; la sua voce torna ad essere monotona e piatta.

### Transformers Animated (2007-2009)
Soundwave in Transformers Animated appare come un sistema modulare di musica Decepticon, specializzato in disturbi sonori: Megatron lo costruisce in forma di giocattolo musicale, offrendolo al professor Sumdac come regalo per sua figlia Sari; in realtà cerca di mandare Soundwave a prendere la chiave di lei. Mentre la sua modalità di robot conserva elementi della sua incarnazione originale che si trasformava in una radiolina, tanto più nella sua forma di giocattolo, il suo alt-mode è ora una Scion xB equipaggiata con altoparlanti. Egli possiede anche due sostenitori: Laserbeak, il quale si trasforma in una chitarra elettrica che usa per un attacco boom sonico, e Ratbat, che diventa un keytar per l'uso dell'ipnosi sonora. La sua voce, doppiata da Jeff Bennett negli Stati Uniti e Nobuo Tobita in Giappone, è di nuovo distorta da un vocoder per creare l'iconica voce robotica monotona di Soundwave.

### Transformers: Prime (2010-2013)
Soundwave è uno dei principali membri del gruppo di Decepticon nella serie in CGI "Transformers: Prime". Egli è stato un gladiatore al tempo della guerra su Cybertron allo stesso tempo come Megatron. Ha molti animali da compagnia che lavorano per lui (anche se l'unico animale da compagnia che si vede nella serie è Laserbeak cosa che fa intendere che gli altri siano morti su Cybertron). Soundwave non parla con la propria voce in questa serie (tranne nella terza stagione, quando viene catturato dagli Autobot e si può sentire la sua vera voce, che infatti è computerizzata). Usa invece delle registrazioni audio dal suo archivio e da altre fonti. Alla fine della serie viene intrappolato nella zona d'ombra da Miko, Jack e Raf. In "Predacons rising" muore, apparentemente dopo la distruzione della Nemesis da parte di Unicron. In questa serie ha capacità che ricordano quelle dei ninja, dimostrate quando ha combattuto brevemente contro Airachnid. È anche un ottimo combattente dato che nella seconda stagione si è scontrato con Wheeljack, membro dei "demolitori". Nel corso della serie, soprattutto in vari episodi, usa il cosiddetto "trucco del ponte terrestre" per liberarsi degli avversari; usa anche i suoi tentacoli per elettrificare i nemici.

### Transformers: Robots in Disguise (2015-2017)
Dopo alcuni anni Soundwave riappare nella seconda stagione nell'episodio 10 insieme a Laserbeak. Si scopre che Soundwave non era morto in "Predacons rising" ma seguì Megatron sulla Terra dopo essere stato apparentemente ucciso da Bumblebee. il luogotenente Decepticon riesce finalmente a uscire dalla zona d'ombra e sbaraglia Bumblebee e la sua squadra, dopodiché spedisce Bumblebee nella zona d'ombra e lo condanna a rimanerci (tanto per vendicarsi di quello che gli era successo in passato). Imposta poi le coordinate del ponte terrestre per poterlo attivare da remoto e costruisce un trasmettitore per contattare Megatron. Alla fine, grazie a Russel, Danny, Fixit, Grimlock e Strongarm, Bumblebee esce dalla zona d'ombra e affronta Soundwave. Alla fine Bumblebee distrugge il trasmettitore e poi riesce a sconfiggere Soundwave rispedendolo nella zona d'ombra insieme a Laserbeak. In questa serie il suo design è rimasto invariato così come le sue abilità (ha ancora le sue abilita di ninja, come quando sguinzaglia Laserbeak, e quelle nel combattimento corpo a corpo quando mette al tappeto Bumblebee e la sua squadra). Come nella serie precedente usa i suoi tentacoli per elettrificare i nemici. Nella terza stagione Soundwave, ancora imprigionato nella zona d'ombra, escogita un piano per uscire nuovamente dalla zona d'ombra che consiste nel rubare i Decepticon Hunter di Bumblebee, Strongarm e Sideswipe e per riuscire in questo invia due nuovi Minicon, Stuntwing e Trickout.

## Altri media

### Cinema
Inizialmente Soundwave avrebbe dovuto essere nel cast di Transformers, e molti fan lo avevano richiesto a gran voce; nel 2006 circolarono sul web immagini di uno studio sul possibile aspetto fatto da Hasbro e ILM, in cui aveva la forma di un Balkan MK 6, un veicolo militare usato come base mobile per le comunicazioni; alcuni fan ne hanno realizzato modellini personalizzati trasformabili.
Inizialmente lo staff guidato da Bay aveva pensato ad un elicottero da combattimento, ma il ruolo andò dapprima a Vortex e in seguito a Blackout. Poi decisero per uno stereo con il nome Soundbyte, rinominato Frenzy dal nome di uno dei suoi piccoli collaboratori.
Dopo il successo del primo film, il regista Michael Bay e gli sceneggiatori Roberto Orci e Alex Kurtzman hanno avuto il via libera per aumentare il numero dei robot per il seguito Transformers - La vendetta del caduto. Soundwave si è guadagnato un posto tra gli interpreti principali del film, in cui è una sorta di satellite cybertroniano che orbita intorno alla Terra, e i fan di lunga data hanno richiesto e ottenuto il ritorno di Frank Welker nel ruolo del doppiatore di Soundwave. In questo film capta i segnali dell'Allspark che si stanno palesando nella mente di Sam, e quindi ne informa i Decepticon e manda Ravage a catturare Sam, mentre dirige gli spostamenti dei Decepticon sulla Terra.
Soundwave è presente anche in Transformers 3 con una differente trasformazione, quella di una Mercedes-Benz SLS AMG. Insieme al suo seguace Laserbeak scopre l'Arca caduta sulla Luna e la tiene nascosta fino all'arrivo di Optimus Prime. Viene ucciso brutalmente a Chicago da Bumblebee.
Ha un ruolo marginale assieme a Ravage nel film Bumblebee; entrambi con un design del tutto simile alle controparti G1.

### Fumetti
Soundwave era uno dei fondatori del movimento Decepticon, ed è diventato uno dei luogotenenti di Megatron; ha fatto parte dell'equipaggio della Nemesi, la nave ammiraglia della flotta spaziale che segui la nave Autobot Arca sulla Terra; è apparso in tutte le continuity ispirate da Generation 1, dalla Marvel Comics alla IDW Publishing, passando per la Marvel UK e la Dreamwave; in ogni versione è sempre leale a Megatron, ma in alcuni casi si preoccupa prima di sé e poi della causa, ricattando e spiando gli altri Decepticon; Megatron lo sa ma non bada alla cosa, sapendo che l'isolamento rende Soundwave più bisognoso del suo favore e della sua protezione.

### Videogiochi
Soundwave è, inoltre, presente in diversi videogiochi, ultimo dei quali Transformers: War for Cybertron, in cui ha, nella forma robotica, un aspetto simile a quello originale mentre sotto forma di veicolo è un'auto; può inoltre trasformarsi in boombox, ovvero uno dispositivo a forma di stereo senza però utilizzare la shrinking-techonlogy per ridurne le dimensioni, cosa che verrà invece adottata nel suo adattamento terrestre nella serie Transformers (G1).
In questo gioco il suo design ricalca molti elementi della versione originale, come il mitragliatore montato sulla spalla, con cui è tuttavia impossibile sparare (del resto era inutilizzato anche nella G1). È giocabile nella campagna Decepticon: episodi III, IV, V; in cui appare come scienziato, inizialmente armato di fucile d'assalto a neutroni e un raggio riparatore energon. È dotato dell'abilità di posizionare torrette di difesa e di quella di generare uno scudo fisso ed ha ancora lo spazio nel petto che nella G1 usava per trasportare le sue cassette (tra le quali compaiono Rumble, Frenzy e Laserbeak), che usa per trasportare l'Energon. È inoltre giocabile nel multiplayer di Transformers - La vendetta del caduto.